# Rhinodera spinifrons
Rhinodera spinifrons är en insektsart som beskrevs av Max Beier 1955. Rhinodera spinifrons ingår i släktet Rhinodera och familjen vårtbitare. Inga underarter finns listade i Catalogue of Life.